# クラセーシン郡
座標: 北緯7度37分6秒 東経100度19分42秒 / 北緯7.61833度 東経100.32833度
クラセーシン郡(クラセーシンぐん、タイ語: กระแสสินธุ์)はタイ南部ソンクラー県の郡の一つ。

## 歴史
1978年2月16日ラノート郡からタムボン・チューンセー、タムボン・コヤイ、タムボン・ローンを分離し、クラセーシン分郡を設置。1994年7月4日郡に昇格した。

## 地理
クラセーシン郡は南から時計回りにサティンプラ郡、パッタルン県パークパユーン郡、バーンケーオ郡、カオチャイソーン郡、ムアンパッタルン郡、ソンクラー県ラノート郡に接する。郡の西はソンクラー湖北部タレー・ルワンとタレー・ノーイに面している。

## 行政区分
クラセーシン郡は4のタムボンに分かれ、さらにその下位に22の村（ムーバーン）がある。郡内にはテーサバーンはない。それぞれのタムボンはタムボン行政体により行政が行われている。
| No. | 名                     | タイ語   | 村数 | 人口  |
| --- | ---------------------- | -------- | ---- | ----- |
| 1.  | タムボン・コヤイ       | เกาะใหญ่  | 9    | 6,928 |
| 2.  | タムボン・ローン       | โรง      | 5    | 3,033 |
| 3.  | タムボン・チューンセー | เชิงแส    | 4    | 2,987 |
| 4.  | タムボン・クラセーシン | กระแสสินธุ์ | 4    | 3,107 |

## 注脚
1. ↑  “ประกาศกระทรวงมหาดไทย เรื่อง แบ่งท้องที่อำเภอระโนด จังหวัดสงขลา ตั้งเป็นกิ่งอำเภอกระแสสินธุ์” (Thai). Royal Gazette 95 (21 ง):  519. (February 21 1978).
2. ↑  “พระราชกฤษฎีกาตั้งอำเภอเปือยน้อย ... และอำเภอศรีวิไล พ.ศ. ๒๕๓๗” (Thai). Royal Gazette 111 (21 ก):  32–35. (June 3 1994).